# Pagemaster – den magiska resan
Pagemaster - den magiska resan (engelska: The Pagemaster) är en amerikansk tecknad film som hade biopremiär i USA den 23 november 1994, i regi av Pixote Hunt och Joe Johnston.

## Handling
Richard Tyler är en pojke som är rädd för det mesta. En dag när han är ute upptäcker han att ett oväder är på väg, så han gömmer sig i ett bibliotek för att söka skydd från stormen. Där hamnar han i en illustrerad berättelse av Pagemaster, och måste ta sig förbi hinder från skönlitterära berättelser för att kunna ta sig tillbaka till den verkliga världen.

## Om filmen
Det tog drygt tre år att färdigställa filmen. Det var också den tredje gången som Frank Welker och Leonard Nimoy spelade mot varandra. Filmens rollista består till stor del av skådespelare från olika Star Trek-serier.

## Rollista, ett urval
- Macaulay Culkin - Richard Tyler
- Ed Begley Jr. - Alan Tyler
- Mel Harris - Claire Tyler
- Christopher Lloyd - Mr. Dewey/Pagemaster
- Patrick Stewart - Adventure
- Whoopi Goldberg - Fantasy
- Frank Welker - Horror
- Leonard Nimoy - Dr. Jekyll/Mr. Hyde

## Svenska röster
- Håkan Waara - Richard Tyler
- Torsten Wahlund - Mr. Dewey/Pagemaster
- Björn Gedda - Äventyret
- Evabritt Strandberg - Fantasin
- Per Eggers - Skräcken
- Lars Edström - Kapten Silver
- Lars Lind - Dr. Jekyll/Mr. Hyde/Tom Morgan
- Anders Beckman - Alan Tyler
- Gunilla Röör - Claire Tyler
- Lakke Magnusson - Georg Merry/Pirat
- Jan Sjödin - Pirat
- Kjell Tovle - Pirat
- Frida Edström - Papegojan
- Ludvig Bell - Övrig röst
- Simon Böhm - Övrig röst
- Mirja Sjöblom - Övrig röst

### Fotnoter
1. ↑  ”The Pagemaster” (på engelska). Box Office Mojo. 23 november 1994. http://www.boxofficemojo.com/movies/?id=pagemaster.htm. Läst 9 september 2016.